# Taktovik
Un Taktovik (en russe : Тактовик) est un terme utilisé dans la théorie de la versification russe, pour désigner une mètre de la versification tonique dans lequel l'intervalle entre les syllabes accentuées est variable, de une à trois syllabes. Largement utilisé dans la poésie russe du début du XXe siècle, il s'enracine également dans la poésie populaire.

## Notion
Le terme de taktovik est introduit dans la théorie de la versification russe en 1928 par Aleksandr Kviatkovski, en lien avec la présentation qu'il fait du vers comme d'une « période mesurée dans le temps » (тактометрический период), avec un nombre constant de « parties » (доля), c'est comme une « série contrôlée » (контрольный ряд). La  vocalisation du texte et la réalisation des silences (les pauses) d'une telle période, et les regroupements des pieds (dans la terminologie de Kviatkovski, des « fois » («крат»)) obéissent à une mesure régulière («такт»), au sens de la mesure en musique. Entre les pulsations marquées par l'accent, il y a de nombreuses modalités de réalisation rythmique, en fonction du nombre de pauses et de la durée des pieds.
L'usage d'une déclamation poétique s'appuyant sur les taktoviks a été développé par un groupe de poètes-constructivistes, composé d'Aleksandr Kviatkowski, d'Ilia Selvinski, de Vladimir Lougovskoï et d'autres. Le terme  de taktovik est souvent employé par les spécialistes de la poésie dans les années 1920-1960, par Vladimir Piast ou Gueorgui Chengueli (ru), dans les Études du vers («Студии стиха») d'Ilia Selvinski, mais une définition claire, ne dépendant pas d'éléments subjectifs faisant référence à la « déclamation » ou à la « lecture » est donnée seulement dans les années 1960 et 1970 par Mikhaïl Gasparov.
Selon ce dernier, le taktovik est caractérisé par un intervalle entre les syllabes accentuées variable, de une à trois syllabes, à la différence du dolnik, où cet intervalle ne peut dépasser pas deux syllabes, et du vers accentué, où cet intervalle n'est pas limité.

## Emploi
Les bases du taktovik se trouvent dans des formes métriques du vers populaire russe. Dans la littérature classique, il apparaît dans des imitations de la poésie populaire : chez Alexandre Soumarokov (Chœurs à une lumière trompeuse, «Хоры ко превратному свету»), Alexandre Pouchkine (Le Conte du pêcheur et du petit poisson, «Сказка о рыбаке и рыбке»), la plupart des Chansons des slaves occidentaux (ru) («Песен западных славян»), Mikhaïl Lermontov (Chanson du tsar Ivan Vassiliévitch, «Песня про царя Ивана Васильевича, ... »), Alexis Konstantinovitch Tolstoï et d'autres.
Au XXe siècle, il se dégage de cette connotation folklorique, bien qu'il reste le plus souvent considéré comme plus proche de la prose de la conversation par l'intonation et stylistiquement que le vers classique syllabo-tonique. Le taktovik est alors très utilisé par Zinaïda Hippius, Alexandre Blok, Mikhaïl Kouzmine, Nikolaï Goumilev, Gueorgui Ivanov, Sergueï Essénine, Nikolaï Tikhonov, Nikolaï Asseïev et d'autres. 
Il sera repris par les poètes soviétiques des années 1960, en particulier Joseph Brodsky et les poètes proches de lui.

## Exemples
Как поки́нула меня́ Парасковья,

И как я с печа́ли промота́лся,

Вот далмат прише́л ко мне лука́вый:

«Ступай, Дмитрий, в морской ты город,

Там цехи́ны, что у на́с каменья.

 Там солдаты в шёлковых кафта́нах,

 И только что пьют да гуляют:

 Скоро там ты́ разбогате́ешь

 И воротишься в ши́том долима́не

 С кинжа́лом на сере́бряной цепо́чке».
— Alexandre Pouchkine, Влах в Венеции
Dans cet exemple, les intervalles de trois syllabes non accentuées caractéristiques du taktovik sont en italique. L'accent est marqué par ´. Les autres mètres sont des dolniks, des anapestes exacts et des amphibraques.